# Еда Тугсуз
Еда Тугсуз (тур. Eda Tuğsuz; 27 березня 1997, Анталья) — турецька легкоатлетка, метальниця списа. Учасниця Олімпійських ігор, чемпіонка Ігор Ісламської Солідарності.

## Біографія
Еда Тугсуз народилася 27 березня 1997.

## Кар'єра
На чемпіонаті Туреччини з легкої атлетики серед спортсменів до 23 років Тугсуз встановила новий національний рекорд, кинувши спис на 57,24 метра, перевершивши 16-річне досягнення Айсель Таш. Через тиждень турецька спортсменка значно покращила цей результат, кинувши снаряд на 58,95 метра у Суперлізі.
Еда Тугсуз взяла участь на чемпіонаті світу серед юніорів, який пройшов у Бидгощі. 20 липня 2016 року вона посіла третє місце, кинувши спис на 56,71 метра, таким чином завоювавши бронзову медаль.
Тугсуз розпочала сезон 2017 року з рекорду. Вона поліпшила власне найкраще досягнення, відправивши спис на 59,21 метра, а в наступній спробі ще далі — на 59,68 метра. Це відбулося під час Кубка Сейфі Аланії, що проходив у Мерсіні в лютому. Менш як за місяць Еда кинула спис на 60,98 метра на Зимовому кубку Європи, знову поліпшивши особистий рекорд. Кидок за 60 метрів приніс їй срібну медаль, при цьому за всю історію Туреччини нікому не вдавалося подолати цей рубіж. Тугсуз продовжила покращувати результати, наступного місяця відправивши спис ще далі на 3,5 метри. На відбірковому турнірі в Анталії вона кинула спис на 64,30 метра додавши до свого активу ще один національний рекорд. У 2017 році Тугсуз завоювала золоту медаль на Іграх ісламської солідарності в Баку, кинувши спис на 67,21 метра.
У 2019 році Тугсуз завоювала бронзову медаль на літній Універсіаді в Неаполі. На чемпіонаті світу в Досі стала 20-ю у кваліфікації та не вийшла у фінал.
На етапі Діамантової ліги в Римі Еда Тугсуз посіла друге місце з результатом 64,51 метра і виборола олімпійську ліцензію на Ігри в Токіо.
6 серпня 2021 року на Олімпійських іграх у Токіо посіла 4-те місце.
У 2022 році вона виграла срібну медаль на Середземноморських іграх в Орані з результатом 59,30 м, поступившись сербці Адріані Вілагош, не змогла пройти кваліфікацію на чемпіонаті світу в Юджині. Еда Тугсуз виграла срібну медаль на Іграх ісламської солідарності в Коньї з результатом 56,59 метра, поступившись своїй співвітчизниці Есрі Тюркмен, а в серпні не потрапила у фінал на чемпіонаті Європи в Мюнхені з результатом 56,33 метра.
Наступного року вона виграла бронзову медаль на Балканському чемпіонаті в Кралево з результатом 57,17 м, поступившись Адріані Вілагош із Сербії та Мартіні Ратей зі Словенії. Тугсуз виграла Всесвітні студентські ігри в Ченду з результатом 59,05 м, а в серпні вибула з попереднього раунду чемпіонату світу в Будапешті без жодної зарахованої спроби.
У 2024 році виграла Балканський чемпіонат в Ізмірі з результатом 58,24 метра. Незабаром після цього не потрапила до фіналу на чемпіонаті Європи в Римі з результатом 53,29 м, а також вибула у попередньому раунді на літніх Олімпійських іграх у Парижі в серпні з результатом 55,30 м.
Тугсуз була чемпіоном Туреччини з метання списа у 2015, 2022 та 2023 роках.